# Liste der Straßen in Essen-Werden

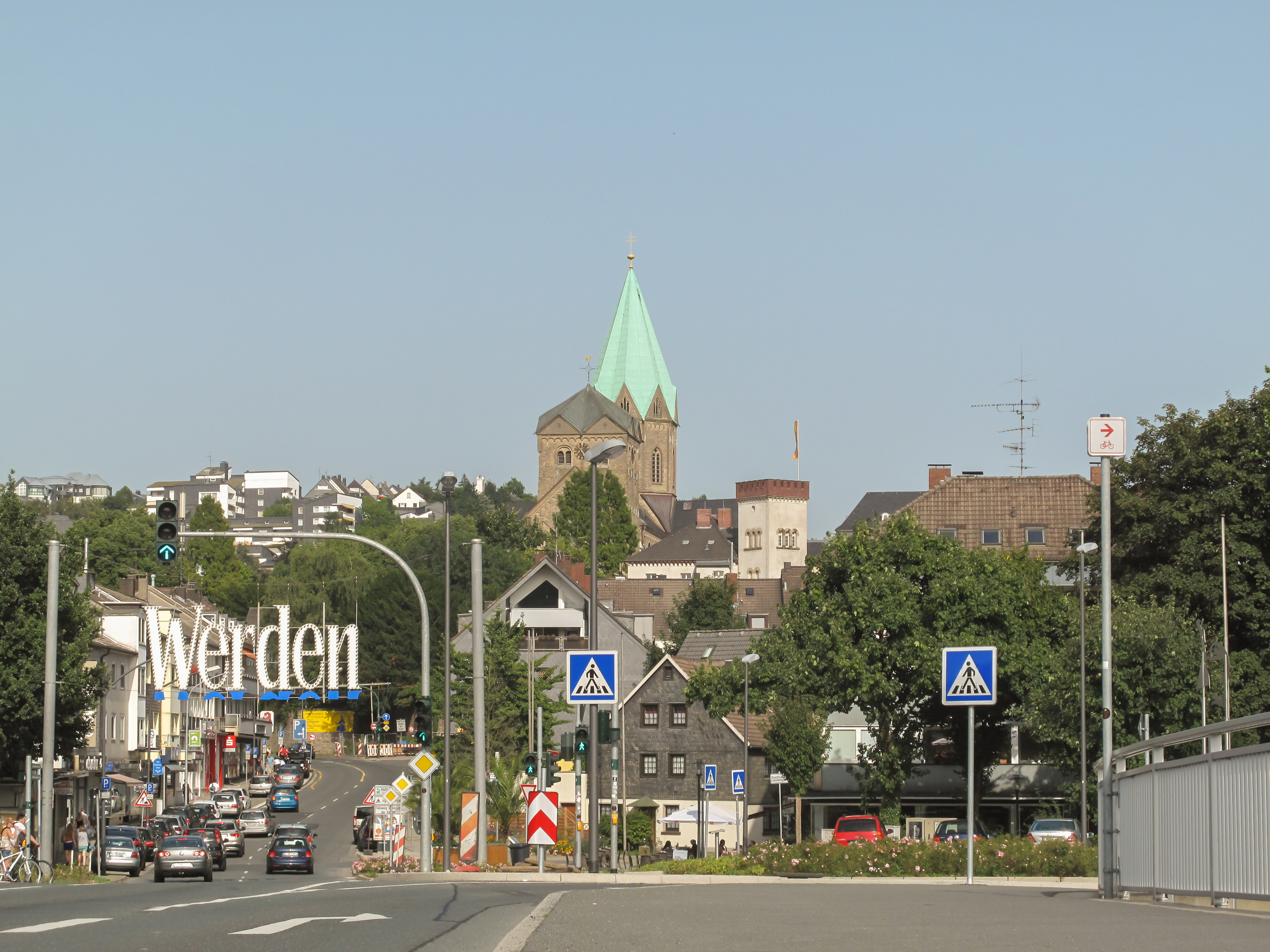
Werden, Blick von der Ruhr nach Osten

Die Liste der Straßen in Essen-Werden beschreibt das Straßensystem im Essener Stadtteil Werden mit den entsprechenden historischen Bezügen.

## Überblick
In Werden leben 9813 Einwohner (30. September 2022) auf einer Fläche von 4,04 km². Werden bildet mit Heidhausen und Fischlaken den Postleitzahlenbezirk 45239.
Einige Straßennamen in Werden sind teilweise Jahrhunderte alt, stellten jedoch, bevor sie amtlich wurden und der Nummerierung von Häusern dienten, Lagebezeichnungen dar. Seit 1860 sind erste offizielle Namensgebungen bekannt. 1897 befasste sich eine Kommission, bestehend aus den Herren Albert Mittweg, Landmesser Schmidt und Wilhelm Wittköpper, mit der offiziellen Namensgebung und von Straßen und der straßenweisen Nummerierung von Gebäuden. Deren Vorschlag wurde durch Bürgermeister Johann Emil Trapp am 10. Mai 1898 in Kraft gesetzt. Seitdem existiert in Werden die straßenweise Nummerierung. 1929 wurde Werden zur Stadt Essen eingemeindet.
Der Stadtteil wird, im Norden beginnend, im Uhrzeigersinn folgendermaßen begrenzt: Ruthertal, Schuirweg und Wolfsbach zu Schuir, Kanonenberg und Ruhr zu Bredeney, Markenstraße, Vogtei, Zimmermannstraße, Umstraße, Viehauser Berg, Hildegrimstraße, Weinberg zu Fischlaken, Kellerstraße, Steinbeck, Unterer Pustenberg, Grüne Harfe, Klemensborn, Brandstorstraße und Ruhr zu Heidhausen, Kettwiger Stadtwald und Ruhrtalstraße zu Kettwig.
In Werden gibt es 109 benannte Verkehrsflächen, darunter acht Plätze. 21 Straßen davon befinden nur teilweise im Stadtteil:
 Die Velberter Straße bildet in ihrem weiteren Verlauf die Grenze zwischen Heidhausen und Fischlaken, fünf Straßen führen nur weiter nach Fischlaken (Hardenbergufer, Markenstraße, Viehauser Berg, Weinberg, Zimmermannstraße), vier werden in Heidhausen fortgesetzt (Kellerstraße, Klemensborn, Laupendahler Landstraße, Mintropstraße), die Steinbeck bildet außerdem teilweise die Grenze nach Heidhausen. Ruthertal, Rutherweg, Schuirweg und Wolfsbachtal werden in Schuir fortgeführt, Am Heissiwald, Am Korintenberg, die Bredeneyer Straße und der Wilhelm-Bernsau-Weg führen in Bredeney weiter. Die Ruhrtalstraße sowie in ihrem weiteren Verlauf die Laupendahler Landstraße führen nach Kettwig.
Durch Werden verlaufen folgende Landes- und Bundesstraßen.
- Bundesstraße 224: (aus Bredeney kommend) Bredeneyer Straße – Gustav-Heinemann-Brücke – Abteistraße/Brückstraße – Velberter Straße (weiter in Heidhausen)
- Landesstraße 242: (aus Kettwig kommend) Ruhrtalstraße – Ende an der L442
- Landesstraße 442: (aus Schuir kommend) Schuirweg – Ruhrtalstraße – Laupendahler Landstraße (weiter in Heidhausen)

## Liste der Straßen und Plätze
Die nachfolgende Tabelle gibt eine Übersicht über die vorhandenen Straßen, Wege und Plätze im Stadtteil sowie einige dazugehörige Informationen.
- Name: aktuelle Bezeichnung der Straße oder des Platzes.
- Länge/Maße in Metern:
 Die in der Übersicht enthaltenen Längenangaben sind gerundete Übersichtswerte, die in Google Earth mit dem dortigen Maßstab ermittelt wurden. Sie dienen Vergleichszwecken und werden, sofern amtliche Werte bekannt sind, ausgetauscht und gesondert gekennzeichnet.
 Bei Plätzen sind die Maße in der Form a × b angegeben.
 Der Zusatz (im Stadtteil) gibt an, dass die Länge die des Straßenabschnitts innerhalb von Werden ist, da die Straße in benachbarte Stadtteile weitergeführt wird.
 Der Zusatz (ohne Stichstraßen) gibt bei verzweigten Straßen die Länge der „Hauptstraße“ an.
 Der Zusatz (alle Straßenabschnitte zusammen) gibt an, dass die Straße so verwinkelt ist, dass keine „Hauptstraße“ besteht. Stattdessen wird die Länge aller Straßenabschnitte zusammengezählt.
- Herleitung: Ursprung oder Bezug des Namens
- Datum der Benennung: amtliche Erstbenennung
- Anmerkungen: zusätzliche Informationen
- Bild: Foto der Straße oder eines anliegenden Objekts

| Name                         | Länge/Maße (in Metern)                | Herleitung | Datum der Benennung            | Bemerkungen | Bild                                     |
| ---------------------------- | ------------------------------------- | --- | ------------------------------ | --- | ---------------------------------------- |
| Abteistraße                  | 270                                   | Abtei Werden | 18. Feb. 1959                  | Die Abteistraße verbindet die Kreuzung Brückstraße/Laupendahler Landstraße an der Gustav-Heinemann-Brücke mit der Brückstraße. Sie führt am Werdener Markt und der Abteikirche St. Ludgerus vorbei, nach der sie benannt ist. Das Kloster Werden wurde zwischen 796 und 799 vom heiligen Liudger gegründet und die errichtete Kirche 875 konsekriert. Die Abtei wurde 1256 bei einem Brand zerstört und bis 1275 wieder aufgebaut. Die Kirche wurde am 30. Januar desselben Jahres geweiht. Die Abtei bestand, bis sie 1802/03 unter Napoleon säkularisiert und in ein Zuchthaus umgewandelt wurde, das bis 1928 blieb. 1937 erwarb die Stadt Essen die barocke Residenz vom Staat und brachte die Folkwang-Musikhochschule in den Räumen unter. | Abteistraße                              |
| Adolf-Hopmann-Straße         | 180                                   | Adolf Hopmann, 1856–1909, Tuchfabrikant und ehrenamtlicher Beigeordneter der Stadt Werden                                             | 22. Sep. 1971                  | Adolf Hopmann war ein Tuchfabrikant, der sich als ehrenamtlicher Beigeordneter der Stadt Werden zwischen 1890 und 1909 und insbesondere in der bürgermeisterlosen Zeit zwischen 1894 und 1896 um die Stadt verdient gemacht hat. Er liegt auf dem Friedhof Werden I (Dückerstraße) begraben. Die Adolf-Hopmann-Straße verläuft zwischen Robert-Feulgen-Straße, Umstraße und Pastorsacker. |                                          |
| Albermannstraße              | 300                                   | Wilhelm Albermann, 1835–1913, Bildhauer                                                                                               | 6. Juli 1915                   | Professor Johann Friedrich Wilhelm Albermann war ein in Werden geborener Bildhauer, der das Kriegerdenkmal am Werdener Markt sowie weitere Denkmäler in Werden schuf. Er starb 1913 in Köln. Die Albermannstraße führt von der Kellerstraße zum Klemensborn. |                                          |
| Am Heissiwald                | 170 im Stadtteil                      | Heissiwald, Waldgebiet westlich von Werden                                                                                            | 15. März 1950                  | Der ursprünglich Plattenwald genannte Heissiwald liegt zwischen Bredeney und Werden und kam 1925 in den Besitz der Stadt Essen. Seit 1935 heißt er amtlich Heissiwald und so wurde 1950 die Straße direkt am Wald Am Heissiwald genannt. |                                          |
| Am Korintenberg              | 350 im Stadtteil                      | Korintenberg, Flurname | 15. März 1950                  | Der Flurname Korintenberg wird 1765 als Corinthenberg erwähnt. Abt Anselm von Werden belehnte Arnold Hicking mit Berggerechtssamen. 1855 kaufte Friedrich Bruns den Corinthenberg und errichtete hier eine Villa, die später Sitz des Bergamtes Werden wurde. Die Straße Am Korintenberg führt von der Dahler Höhe hoch bis nach Bredeney. Bis 1950 war die Straße Teil des Tiergartens, der zuvor bis 1937 Florastraße hieß. |                                          |
| An der Stadtmauer            | 230                                   | ehemalige Stadtmauer | 7. Apr. 1978                   | Die Straße An der Stadtmauer verbindet die Straßen Wesselswerth und Klemensborn. Hinter dem Klemensborn wird sie als Kellerstraße fortgeführt. Die Straße liegt an der ehemaligen Stadtmauer aus den Anfängen des 14. Jahrhunderts. Bis 1978 hieß sie Ringstraße. | An der Stadtmauer                        |
| Auf dem Sutan                | 120                                   | Sutan, geologischer Aufschluss unterhalb dieser Straße                                                                                | 15. Juli 1957                  | Die Straße Auf dem Sutan bildet eine Stichstraße zum Unteren Pustenberg. Unterhalb der Straße befindet sich ein Aufschluss, der in eine geologisch interessante Gebirgsüberschiebung Einsicht gewährt. Vor 1957 hieß die Straße Barkhovenstraße, zuvor bis 1934 Barkhofenstraße geschrieben. |                                          |
| Auf´m Steinacker             | 400                                   | steinreicher Acker | 15. März 1950                  | Die Straße Auf´m Steinacker bildet eine Stichstraße zur Straße Kanonenberg, eine Verlängerung führt zur Straße Dahler Höhe. Sie war bis 1950 Teil des Helmesbergs. Das Gelände auf dem sie liegt, wurde in der Mutterrolle 1826 als Besitz von Anton Böttgenbach aufm Steinacker erwähnt. |                                          |
| Beckhansweg                  | 210                                   | Beckhansberg, Flurname | 5. Dez. 1951                   | Der Beckhansweg bildet eine nördliche Stichstraße zur Straße Kanonenberg. Bis 1951 war er Teil des Helmesbergs. |                                          |
| Bedastraße                   | 240                                   | Beda Savels, 1755–1828, letzter Abt des Klosters Werden                                                                               | etwa 1899                      | Beda Cornelius Savels war zwischen dem 20. März 1798 und 1802 der 69. und letzte Abt des Klosters Werden, das unter Napoleon säkularisiert wurde. Der Professor der Theologie und Philosophie galt als vielseitig begabter und umfassend gebildeter Mann. Die Bedastraße verbindet bogenförmig die Kirchhofsallee mit der Huffmannstraße. |                                          |
| Brandstorgasse               | 300                                   | Brandstor, ehemaliges Werdener Stadttor                                                                                               | 20. Nov. 1937                  | Die Brandstorgasse ist wie die Brandstorstraße nach dem Brandstor benannt, einem Stadttor, das 1589/90 als Brantzporten erwähnt wird. Sie hieß ursprünglich bereits Brandstorgasse, wurde aber später Josephsgasse genannt, bevor sie den Namen Brandstorgasse amtlich erhielt. Sie verbindet als Fußweg den Hohensteinweg mit der Brandstorstraße. |                                          |
| Brandstorstraße              | 290                                   | Brandstor, altes Werdener Stadttor | 20. Nov. 1937                  | Die Brandstorstraße ist wie die Brandstorgasse nach dem Brandstor benannt, einem Stadttor, das 1589/90 als Brantzporten erwähnt wird. Sie bildet eine Stichstraße zur Bungertstraße und beginnt am Leinwebermarkt. | Brandstorstraße                          |
| Bredeneyer Straße            | 450 im Stadtteil                      | Bredeney, Stadtteil von Essen | 21. Nov. 1968                  | Die Bredeneyer Straße führt von der Gustav-Heinemann-Brücke westlich der Ruhr nordwärts bis in den Nachbarstadtteil Bredeney und ist daher nach diesem benannt. |                                          |
| Brückstraße                  | 750                                   | Ruhrbrücke Werden | 20. Nov. 1937                  | Die Brückstraße führt von der Gustav-Heinemann-Brücke ostwärts in Richtung Fischlaken, bis sie hinter der Kreuzung Porthofstraße Velberter Straße heißt. Ihr Name leitet sich von der Werdener Ruhrbrücke her, zu der sie führt. Die erste Brücke wurde bereits 1065 urkundlich erwähnt, um 1400 wurde nach dem Einsturz der ersten Brücke ein Neubau errichtet, der bis 1533 hielt. Die dritte Brücke wurde zwischen 1533 und 1538 gebaut, bis 1650 benutzt und verfiel, so dass Werden 200 Jahre lang ohne Brücke war. In dieser Zeit war eine Fähre eingerichtet. Die vierte Brücke, die Königsbrücke, wurde 1853/54 errichtet und 1931 abgerissen, nachdem ein moderner Stahl-Neubau südlich neben ihr errichtet wurde, der wiederum infolge der steigenden Verkehrsbelastung in den 1960er Jahren der sechsten Brücke, der heutigen Gustav-Heinemann-Brücke, weichen musste. Die Brückstraße wurde nach der Zerstörung der Ruhrbrücke 1650 lange Zeit Ruhrstraße genannt, bevor der alte Name 1937 wieder offiziell benutzt wurde. | Brückstraße                              |
| Bungertstraße                | 180                                   | Bungert, Baumgarten der Abtei Werden                                                                                                  | 16. Jahrhundert, Ersterwähnung | Der abteiliche Baumgarten wurde auch Bungert genannt, 1417 wird ebenfalls ein Haus Bungert erwähnt. Der Name der Bungertstraße erscheint 1589 erstmals im Pachtbuch des Stiftes Werden als Bungartzstraiten. Die Straße liegt auf dem Verlauf eines uralten Verkehrswegs, der von der Ruhr vorbei an der heidnischen Kultstätte am Klemensborn zur Alteburg führte. Heute verbindet sie allerdings nur noch die Abteistraße mit der Straße Klemensborn. |                                          |
| Dahler Höhe                  | 1200                                  | Dahl, Hofname | 20. Nov. 1937                  | Die Dahler Höhe liegt am ehemaligen Hof Dahl, der 1093 erstmals erwähnt wird. Die Straße führt vom Wolfsbachtal bogenförmig zum Plattenweiler. Hier befindet sich das Kardinal-Hengsbach-Haus. Die Straße wurde vor 1937 Höhenweg genannt. |                                          |
| Dingerkusweg                 | 240                                   | Johann Everhard Dingerkus, 1725–1817, Kanzleidirektor der Abtei Werden zwischen 1759 und 1802                                         | 20. Nov. 1937                  | Der Dingerkusweg ist nach Johann Everhard Dingerkus benannt, der als höchster weltlicher Beamter der Abtei Werden unter fünf Äbten diente. Er starb am 1. Juli 1817 in Werden. Der Dingerkusweg ist eine Stichstraße zur Graf-Luckner-Höhe. |                                          |
| Dudenstraße                  | 220                                   | Heinrich Duden, 1521–1601, zwischen 1573 und 1601 als Heinrich III. Abt der Klöster Werden und Helmstedt                              | 20. Nov. 1937                  | Die Dudenstraße verbindet Dücker- und Wigstraße. Sie wurde ab dem 16. Jahrhundert Schützenbahn genannt und erhielt 1937 ihren heutigen Namen. |                                          |
| Dückerstraße                 | 160                                   | Heinrich Dücker, † 1667, zwischen 1646 und 1667 als Heinrich IV. Abt von Werden                                                       | 20. Nov. 1937                  | Heinrich Dücker stammte aus einer angesehenen Werdener Familie, studierte Theologie und wurde 1629 Pfarrer an St. Lucius, 1654 wurde er zum Präsidenten der Generalkongregation der Bursfelder Union ernannt. Trotz Dreißigjährigem Krieg erwarb er Grundbesitz für die Abtei und leitete Hilfsmaßnahmen für die Bevölkerung ein, so dass er die Selbstständigkeit des Stifts Werden erfolgreich behauptete. Die Dückerstraße wurde bis 1937 Friedrichstraße genannt. Sie führt von der Heckstraße zur Propsteistraße, hinter der sie als Huffmannstraße weitergeführt wird. |                                          |
| Effmannstraße                | 170                                   | Wilhelm Effmann, 1847–1917, Bauhistoriker und Architekt                                                                               | 20. Nov. 1937                  | Wilhelm Johann Hubert Effmann war ein Werdener Bauhistoriker und Architekt, der sich mit den Kirchen und sakralen Bauwerken seiner Heimatstadt beschäftigt hat. Er war Mitgründer des Werdener Geschichtsvereins. Die Effmannstraße, die westlich der Ruhr liegt, verbindet die Ruhrtalstraße mit der Dahler Höhe und hieß bis 1937 Königgrätzer Straße. |                                          |
| Eiergasse                    | 40                                    | Gasse in der Aue | vor 1899                       | Der alte Name Eiergasse leitet sich wahrscheinlich von Gasse in der Oye (=Aue) ab. Die Eiergasse bildet eine kurze Stichstraße zu Haus Fuhr. |                                          |
| Eigene Tat                   | 120                                   | Gemeinnützige Siedlungsgenossenschaft Eigene Tat eGmbH                                                                                | 5. Juli 1950                   | Die Straße ist nach der Siedlungsgenossenschaft Eigene Tat, die sich 1927 gründete und 1930 neu aufstellte und der katholischen Kirche nahe stand, benannt. Sie baute Siedlungen in Werden und das Projekt Im Siepen. 1941/42 löste sie sich auf und ging in die Siedlungsgenossenschaft Essen-Ost über. Die Straße Eigene Tat bildet eine Stichstraße zum Schützdellerweg. |                                          |
| Forstmannstraße              | 750                                   | Forstmann, bedeutende Werdener Familie                                                                                                | 20. Nov. 1937                  | Die Familie Forstmann ist eine alte Werdener Familie, die gemeinsam mit der Familie Huffmann die bedeutendste Werdener Tuchfabrik besaß. Drei Angehörige der Familie Forstmann erhielten das Ehrenbürgerrecht der Stadt Werden (Carl Forstmann, Julius Forstmann, Julius Forstmann jun.) Zahlreiche Ehrenämter, besonders in der Gemeindeverwaltung, waren von Mitgliedern der Familie Forstmann bekleidet, auch ist die Familie der Stadt durch zahlreiche Schenkungen verbunden. Die Forstmannstraße liegt im Norden Werdens und führt als Verlängerung der Propsteistraße hinter der Dückerstraße/Huffmannstraße bis hinter das Heskämpchen und den Friedhof Werden II. |                                          |
| Franzenshöhe                 | 140                                   | Franzenshöhe, ehemaliges Landhaus | 20. Nov. 1937                  | Ewald Hilger (1833–1887), Vater des Geheimen Bergrats Ewald Hilger, errichtete 1876 in der Nähe des Bahnhofs Werden ein Landgut, das er zur Erinnerung an seinen Schwiegervater Franz Schmidt (1795–1866) Franzenshöhe nannte. Die Villa wurde 1896 vom Kommerzienrat Moritz Beer erworben, dessen Erben sie 1923 an Georg Hirschland veräußerten. 1960/61 errichtete das Bistum Essen im ehemaligen Parkgelände das bischöfliche Priesterseminar. Die Straße Franzenshöhe verbindet den Tiergarten mit der Ruhrtalstraße. |                                          |
| Franz-Voutta-Straße          | 150                                   | Franz Voutta, 1876–1936, Schreiner, Sozialdemokrat und Widerständler                                                                  | 17. März 1971                  | Franz Voutta war eine bekannte Persönlichkeit in Werden, da er sich während des Kapp-Putsches und der Zuchthausrevolte durch überlegtes Handeln für ein Beilegen des Konfliktes engagierte und zur Beendigung des Aufstands beigetragen hatte. Nach 1933 gehörte er einer sozialdemokratischen Widerstandsgruppe an, die 1935 eine illegale Feier des 1. Mais veranstaltete, weshalb er verhaftet und in Haft derart schwer misshandelt wurde, dass er starb. Die Franz-Voutta-Straße bildet eine Stichstraße zur Ludwigstraße. |                                          |
| Grafenstraße                 | 260                                   | Graven, Graben | 7. Sep. 1855                   | Die Grafenstraße, die in einem Bogen von der Brückstraße zur Heckstraße führt, hinter der sie als Straße Haus Fuhr fortgesetzt wird, ist uralt. Ursprünglich uppen Graven genannt, wird sie später Gravenstrate, Gravenstraiten, Grabenstraße oder Gravenstraße geschrieben. 1471/77 ist ein Wolveshues up den Graven belegt. Der Name der Grafenstraße leitet sich also vom Graben und nicht von den Grafen her ab. | Grafenstraße                             |
| Graf-Luckner-Höhe            | 350                                   | Felix Graf von Luckner, 1881–1966, Seeoffizier und Schriftsteller                                                                     | 20. März 1968                  | Die Graf-Luckner-Höhe liegt im östlichen Werden und bildet eine langgezogene Stichstraße zur Straße Viehauser Berg. | Gaststätte „Alt Werden“, Grafenstraße 59 |
| Gustav-Heinemann-Brücke      | 80                                    | Gustav Heinemann, 1899–1976, Rechtsanwalt, Bergwerksdirektor, Oberbürgermeister von Essen und dritter Bundespräsident von Deutschland | 17. Feb. 1982                  | Die Gustav-Heinemann-Brücke ist die einzige Verbindung über die Ruhr in Werden. An dieser Stelle führte schon um 1065 eine Brücke über die Ruhr, um 1400 wurde nach dem Einsturz der ersten Brücke ein Neubau errichtet, der bis 1533 hielt. Die dritte Brücke wurde zwischen 1533 und 1538 gebaut, bis 1650 benutzt und verfiel, so dass Werden 200 Jahre lang ohne Brücke war. In dieser Zeit wurde eine Fähre eingerichtet. Die vierte Brücke, die Königsbrücke, wurde 1853/54 errichtet und 1931 abgerissen, damit ein moderner Neubau errichtet werden kann, der infolge der Verkehrsbelastung in den 1960er Jahren der sechsten Brücke, der Gustav-Heinemann-Brücke, weichen musste. Gustav Heinemann war Mitglied der CDU, zwischen 1946 und 1949 Oberbürgermeister von Essen und zwischen 1949 und 1950 Bundesinnenminister im Kabinett Adenauer. 1952 verließ er die CDU und gründete die Gesamtdeutsche Volkspartei, 1957 trat er der SPD bei. Zwischen 1966 und 1969 war er Bundesjustizminister im Kabinett Kiesinger und von 1969 bis 1974 Bundespräsident der Bundesrepublik Deutschland. Er starb 1976 in Essen-Rüttenscheid. | Gustav-Heinemann-Brücke                  |
| Gyrenkampstraße              | 100                                   | gerförmiges Feld | 22. Dez. 1883                  | Gyrerkamp wird 1589/90 als Bezeichnung für ein Pachtstück des Heintgen Doven verwendet. Dies geht wohl auf ein gerförmiges Feld zurück. Die Gyrenkampstraße verbindet im Süden Werdens die Laupendahler Landstraße mit der Straße Wesselswerth. | Gyrenkampstraße                          |
| Hardenbergufer               | 850 im Stadtteil                      | Karl August von Hardenberg, 1750–1822, preußischer Staatsmann, der die Bauernbefreiung erfolgreich zu Ende führte                     | 8. Mai 1933                    | Das Hardenbergufer führt am orografisch linken Ruhrufer entlang und beginnt in Werden als Verlängerung der Neukircher Mühle. Die Straße wird in Fischlaken und Kupferdreh fortgeführt. Ursprünglich hieß sie teils Hafenstraße, teils Dodelle und Scheppener Weg. |                                          |
| Haus Fuhr                    | 150                                   | Haus Fuhr, ehemaliges Vogtlehen, heute Gemeindehaus                                                                                   | 2. Nov. 1937                   | Das Haus Fuhr wird 1386 urkundlich erwähnt. Es ging im Laufe der Jahre über Caspar Hicking, Johann Hicking, die Eheleute Buschkämper, die Geschwister Hicking und den Maurer Bernhard Frielingsdorf an die Evangelische Kirchengemeinde Werden über, die im Garten des Hauses die Evangelische Kirche Essen-Werden errichtet. Haus Fuhr wird seit dem Bau der neuen Kirche als Gemeindehaus genutzt. Die Straße Haus Fuhr verbindet Heck- und Propsteistraße. |                                          |
| Heckstraße                   | 1000                                  | Haus Heck, alter Rittersitz | um 1250                        | Die Heckstraße führt vom Werdener Markt nordwärts bis zum Ruhrufer und als Fußweg weiter am Ufer entlang bis zur Neukircher Mühle. Hier befindet sich hier der Rittersitz Haus Heck, der seit 1966 als Jugendheim der Evangelischen Kirchengemeinde Werden genutzt wird. Der Name Heckstraße wird in der Mitte des 13. Jahrhunderts als Hegestrate erwähnt. | Haus Heck an der Heckstraße · Heckstraße |
| Helmesberg                   | 200                                   | Helmesberg, Flurname | 6. Aug. 1907                   | Der Name Helmesberg findet sich erstmals in einer Flurkate von 1864. 1821 wird die Gegend noch Hellmannsberg genannt, auch ein Hof Hellmannsberger ist belegt. |                                          |
| Heskämpchen                  | 250                                   | Heskämpchen, Flurname | 20. Nov. 1937                  | Die Straße Heskämpchen führt von der Huffmannstraße nordwestlich bis hinter die Forstmannstraße. |                                          |
| Hesselerkamp                 | 190                                   | Heßelerkamp, Flurname | 15. März 1950                  | Der Hesselerkamp ist eine Verbindung vom Kanonenberg zum Helmesberg. Der Name Heßelerkamp ist seit 1826 belegt. Zwischen 1907 und 1950 war die Straße Teil des Helmesbergs. |                                          |
| Hildegrimstraße              | 480 (alle Straßenabschnitte zusammen) | Hildegrim von Chalons, 760–827, zweiter Abt von Werden                                                                                | 28. Juli 1961                  | Die Hildegrimstraße führt bogenförmig vom Viehauser Berg weg und wieder auf ihn zurück. |                                          |
| Hitzbleek                    | 210 (alle Straßenabschnitte zusammen) | Hitzbleeck, Flurname | 22. Sep. 1971                  | Die Bezeichnung Hitzbleeck für dieses Flurstück ist um 1571 belegt. Die Straße Hitzbleek ist eine Stichstraße zum Viehauser Berg. |                                          |
| Hölle                        | 45                                    | Haus und Hof in der Helle | Ersterwähnung ca. 1412         | Die Hölle ist eine kurze Gasse zwischen Brück- und Abteistraße. In einem Lehengüterverzeichnis um 1412 ist ein Johannes de Kukelshem cum domo in der Helle verzeichnet. Der Name des Hauses und Hofs in der Helle leitet sich von Helle in der Bedeutung Abhang, Vertiefung her ab. Das Gelände war früher sehr niedrig und daher oft überschwemmt. |                                          |
| Hohensteinweg                | 75                                    | Hoher Stein, Felsen | 20. Nov. 1937                  | Der Hohensteinweg liegt auf einem Felsen, der steil zur Ruhr abfällt. Der Sage nach wagte Abt Hugo Preutaeus im Dreißigjährigen Krieg auf der Flucht vor den Schweden hier einen Sprung mit seinem Pferd in die Ruhr und entkam so seinen Verfolgern. Der Hohensteinweg, der zwischen 1826 und 1937 Am Hohen Stein hieß, verbindet Laupendahler Landstraße und Brandstorgasse. |                                          |
| Hufergasse                   | 180                                   | Beelsenhufe, hier befindlicher Hof | 20. Nov. 1937                  | Die Hufergasse ist nach der alten „Beelsenhufe“ benannt, die bereits um 1525 erwähnt worden ist. Die Straße führt von der Brückstraße nördlich zur Joseph-Breuer-Straße und wurde zwischen 1883 und 1937 Mittelstraße genannt, hieß allerdings davor bereits Hufergasse. |                                          |
| Huffmannstraße               | 1000 ohne Stichstraßen: 800           | Huffmann, Werdener Familie | 20. Nov. 1937                  | Die Familie Huffmann ist eine alte Werdener Familie, die gemeinsam mit der Familie Forstmann die bedeutendste Werdener Tuchfabrik besaß. Zahlreiche Ehrenämter, besonders in der Gemeindeverwaltung, waren von Mitgliedern der Familie Huffmann bekleidet, sie wirkten als Schulvorstand, Rendanten der Kirchen- und Schulklassen oder Beigeordnete. Auch ist die Familie der Stadt durch zahlreiche Schenkungen verbunden. Die Huffmannstraße liegt im Norden von Werden und führt von der Forstmann-/Propsteistraße als Fortsetzung der Dückerstraße in nordöstliche Richtung bis hinter den Friedhof Werden II. |                                          |
| Im Hesgarten                 | 150                                   | Heskamp, Flurname | 5. Juni 1936                   | Im Hesgarten ist eine Stichstraße zum Pastorsacker. Der Name Im Hesgarten wurde gewählt, weil es in Dellwig bereits den Herskamp gab und Verwechslungen hätten entstehen können. |                                          |
| Im Löwental                  | 1260 (alle Stichstraßen zusammen)     | Tal am Kotten der Familie Leve/Levens                                                                                                 | 12. Jan. 1934                  | Das Löwental wird zuerst als Levendaell erwähnt, später gibt es die Bezeichnungen Leyvendall, Lyevendaell und Lewendaill. Der Name hat nichts mit Löwen zu tun, sondern geht wohl auf eine Familie Leve oder Levens zurück, der auch der Levenkotten gehörte. Die Straße Im Löwental bildet eine Stichstraße zur Ruhrtalstraße in Richtung Ruhrufer. Sie hieß ursprünglich Bahnhofstraße. |                                          |
| Joseph-Breuer-Straße         | 400                                   | Joseph Breuer, 1874–1953, zwischen 1904 und 1929 Bürgermeister der Stadt Werden                                                       | 29. Nov. 1967                  | Die Joseph-Breuer-Straße führt bogenförmig vom Gymnasium Essen-Werden zur Heckstraße. Sie hieß zwischen 1937 und 1967 Brehmstraße, zuvor war sie seit 1860 aufgeteilt in Neugasse und Neustraße. |                                          |
| Julius-Hecker-Platz          | 30 × 30                               | Johann Julius Hecker, 1707–1768, evangelischer Theologe und Pädagoge                                                                  | 7. Mai 2002                    | Der Julius-Hecker-Platz liegt an der Kreuzung Haus Fuhr und Propsteistraße. |                                          |
| Kanonenberg                  | 650                                   | Canonenbergs Kathe, ehemaliger Kotten                                                                                                 | 6. Aug. 1907                   | Am 14. Mai 1775 erhielten die Eheleute Herman auf dem Kamp und Anna Maria Flackes einen Pachtbrief von der Abtei Werden, mit der sie über den sogenannten Kettelberg verfügten und die Erlaubnis besaßen, eine Kathe zu errichten, die sie selbst Canonenbergs Kathe nannten. Der Kanonenberg liegt im Westen von Werden und führt von Auf'm Steinacker zum Wilhelm-Bernsau-Weg. |                                          |
| Kastellgraben                | 30                                    | Kastell Werden | 10. Mai 1898                   | Das Kastell Werden unterstand dem Vogt, der (seit 1371 neben dem Abt von Werden) die landeshoheitliche Kontrolle ausübte, und wurde schon im 13. Jahrhundert mehrfach erwähnt. Im Laufe der Zeit wurde das Kastell als Wohnraum, Lazarett, Königliche Salz-Factorei, Arbeitsinstitut und Waisenhaus genutzt. Im frühen 19. Jahrhundert verfiel das Kastell immer mehr, der Hauptturm wurde schließlich um 1848 abgebrochen. Der Kastellgraben ist eine kurze Stichstraße zur Rittergasse. |                                          |
| Kastellplatz                 | 40 × 30                               | Kastell Werden | 10. Mai 1898                   | Das Kastell Werden unterstand dem Vogt, der (seit 1371 neben dem Abt von Werden) die landeshoheitliche Kontrolle ausübte, und wurde schon im 13. Jahrhundert mehrfach erwähnt. Im Laufe der Zeit wurde das Kastell als Wohnraum, Lazarett, Königliche Salz-Factorei, Arbeitsinstitut und Waisenhaus genutzt. Im frühen 19. Jahrhundert verfiel das Kastell immer mehr, der Hauptturm wurde schließlich um 1848 abgebrochen. Der Kastellplatz liegt zwischen Rittergasse, Kastellgraben und Laupendahler Landstraße und ist vornehmlich ein Parkplatz. |                                          |
| Kellerstraße                 | 650 im Stadtteil                      | Johann Gerhard Keller, 1752–1830, Leiter des Königlich-Preußischen Rentamtes Werden                                                   | 20. Nov. 1937                  | Johann Keller besaß seit 1802 den abteilichen Porthofgarten zwischen Velberter Straße und Porthofstraße und züchtete dort Obstbäume. Später wurde hier eine Tuchfabrik errichtet. Die Kellerstraße verbindet Klemensborn als Fortsetzung von An der Stadtmauer und Velberter Straße, auf dem letzten Stück gehört sie bereits zu Heidhausen. Die Straße hieß vor 1830 bereits Kellerstraße, später Wiesenstraße und wurde am 4. November 1913 in Kölner Straße umbenannt. Bei der Wiederherstellung des Namens 1937 irrte man sich, denn die alte Kellerstraße war nicht nach Johann Gerhard Keller, sondern wahrscheinlich nach einer Familie Keller benannt, die bereits 1398 erwähnt wurde und hier Grundbesitz hatte. | Kellerstraße                             |
| Kirchhofsallee               | 290                                   | Friedhof Werden II | 14. Aug. 1894                  | Gegen 1870 erkannte man, dass der 1824 angelegte Friedhof in Neukirchen (an der Dückerstraße) zu klein war, so dass die Stadt Werden beschloss im Halfmannsfeld Gelände zu kaufen und dort einen Bürgerlichen Friedhof zu eröffnen, auf dem Katholiken, Protestanten und Juden ihre Toten beerdigen durften. Ende April 1876 wurde der Friedhof Werden I geschlossen und der neue Friedhof eröffnet. Die Kirchhofsallee führt vom Rondell in nordöstliche Richtung bis zum Heskämpchen am Friedhof. |                                          |
| Klemensborn                  | 600 im Stadtteil                      | Clemenskirche, ehemalige Kirche in Werden                                                                                             | 15. Jan. 1936                  | Dieser alte Straßenverlauf wurde schon 1589/90 nach einer hier gelegenen Quelle Borner Weg genannt, ein weiterer Teilverlauf trug bereits Mitte des 13. Jahrhunderts den Namen Bornstraße. 1936 wurden beide Straßen unter dem Namen Klemensborn zusammengefasst, der von der ehemaligen Clemenskirche herrührt, die 957 von Erzbischof Bruno von Köln geweiht wurde, und lange als Pfarrkirche für Heidhausen diente. Die Quelle lag direkt vor den Stufen, die zur Apsis hinaufführen. Da Quellen bei den Germanen als heilig galten, lässt sich vermuten, dass sich hier früher bereits eine germanische Kultstätte befunden hat. Die Clemenskirche wurde 1817 verkauft und abgebrochen. Die Straße Klemensborn führt von der Abteistraße südlich aus Werden hinaus und endet in Heidhausen an der Barkhovenallee. | Klemensborn                              |
| Körholzstraße                | 90                                    | Franz M. A. Körholz, 1882–1952, Oberstudiendirektor, unbesoldeter Beigeordneter der Stadt Werden, Historiker                          | 14. Dez. 1966                  | Die Körholzstraße, die Grafenstraße und Joseph-Breuer-Straße miteinander verbindet, ist nach Franz Maria Aloys Körholz benannt, der sich um die Erforschung der Werdener Geschichte verdient gemacht hat. |                                          |
| Laupendahler Landstraße      | 650 im Stadtteil                      | Laupendahl, Ortsteil von Essen-Kettwig                                                                                                | 10. Mai 1898                   | Die Laupendahler Landstraße, ursprünglich Laupendahlerstraße, führt von der Gustav-Heinemann-Brücke auf der orografisch linken Seite der Ruhr durch Heidhausen bis nach Kettwig-Laupendahl und ist daher nach diesem Ortsteil benannt. Die Straße wurde 1862 durch eine Initiative des Kommerzienrates Forstmann durch die Stadt Werden und den Grafen von der Schulenburg, Besitzer des Hauses Oefte, erbaut. Bis dahin befand sich hier lediglich ein schmaler Weg. |                                          |
| Leinwebergasse               | 90                                    | Leinwebermarkt | 20. Nov. 1937                  | Die Leinwebergasse verbindet Klemensborn und Leinwebermarkt und trägt daher ihren Namen. Sie hieß von 1898 bis 1937 Flachsmarktgasse. |                                          |
| Leinwebermarkt               | 30 × 30                               | Markt zum Verkauf von Flachs für Leinengarn und Leinwand                                                                              | 20. Nov. 1937                  | Der Leinwebermarkt an der Brandstorstraße hieß von 1898 bis 1937 Flachsmarkt, weil hier der schon 1581 erwähnte Flachsmarkt zum Verkauf von Flachs für Leinweber stattfand, auch gab es hier die sogenannte Flachskirmes. | Leinwebermarkt                           |
| Leopold-Simon-Straße         | 150                                   | Leopold Simon, 1841–1906, Fabrikbesitzer                                                                                              | 21. März 2009                  | Die Leopold-Simon-Straße befindet sich als Stichstraße zur Wilhelm-Döllken-Straße südlich der Ruhrtalstraße auf einem Gelände, auf dem früher das Holzbearbeitungswerk W. Döllken stand, durch das Leopold Simon zum zweitgrößten Unternehmer Werdens wurde. |                                          |
| Ludgerusstraße               | 120                                   | Ludgerus (Liudger), 742–809, Missionar, Gründer der Abtei Werden und Heiliger                                                         | 26. Jan. 1906                  | Die Ludgerusstraße liegt im Norden Werdens und führt von der Neukircher Mühle zum Rondell. |                                          |
| Ludwigstraße                 | 270 ohne Stichstraßen: 190            | Ludwig Soldan, 1848–1895, Bürgermeister von Werden zwischen 1886 und 1895                                                             | etwa 1907                      | Die Ludwigstraße verbindet Huffmannstraße und Viehauser Berg auf Höhe des Evangelischen Krankenhauses Essen-Werden. |                                          |
| Luziusstraße                 | 100                                   | Luciuskirche | 10. Mai 1898                   | Die Luziusstraße führt von der Heckstraße zur Neukircher Straße vorbei an der 995 errichteten, 1063 geweihten, 1803 säkularisierten und 1965 neu geweihten Luciuskirche, die als älteste Pfarrkirche nördlich der Alpen gilt, und ist daher nach dieser benannt. | St. Lucius (Luziusstraße)                |
| Markenstraße                 | 190 im Stadtteil                      | |                                | Der Feldweg zwischen Werden und Fischlaken ist amtlich nicht benannt, wird aber in mehreren Karten als Markenstraße aufgeführt. |                                          |
| Mintropstraße                | 600 im Stadtteil                      | Theodor Mintrop, 1814–1870, in Werden geborener Maler                                                                                 | etwa 1898                      | Die Mintropstraße liegt im Süden von Werden und verbindet die Albermannstraße mit der Steinbeck. |                                          |
| Möllenberg                   | 260 ohne Stichstraßen: 170            | Ludger Möllenberg, Besitzer der Padberghofes                                                                                          | 20. Nov. 1937                  | Der Möllenberg hieß bis 1937 Möllenbergstraße und war nach Ludger Möllenberg benannt, auf dessen Gelände die Dorastraße und die Möllenbergstraße angelegt wurden. Möllenberg selbst hatte seinen Vornamen und den seiner Frau vorgeschlagen, da es die Ludgerusstraße aber bereits gab, genehmigte die Stadt nur den Namen Dorastraße und wählte für die Ludgerstraße den Namen Möllenbergstraße. 1937 unterlief bei der Umbenennung ein Fehler; man nahm nämlich an, die Straße sei nach einem Flurnamen benannt worden und ließ daher die Endung „-straße“ wegfallen. Die Straße ist eine Seitenstraße zum Viehofer Berg, die zur Pattbergstraße und zum Evangelischen Krankenhaus Essen-Werden führt. |                                          |
| Neukircher Mühle             | 450                                   | Mahlmühle Neukirchen | 14. Jan. 1935                  | Die Straße liegt an der alten abteilichen Neukircher Mühle und führt von der Heckstraße zum Hardenbergufer. Vor 1935 hieß sie teilweise Hafenstraße. |                                          |
| Neukircher Straße            | 110                                   | Neukirchen, Stadtteil von Werden | 17. Nov. 1883                  | Der Norden von Werden auf der orografisch linken Seite der Ruhr wird als Neukirchen bezeichnet, davon leitet sich auch der Name der Straße her, die Luziusstraße und Neukircher Mühle miteinander verbindet. |                                          |
| Pastorsacker                 | 350                                   | Flurname | 5. Juni 1934                   | Der Pastorsacker führt im Nordosten Werdens von der Huffmannstraße in einem leichten Bogen zur Kreuzung Umstraße/Vogtei. Er ist nach dem angrenzenden Gelände benannt, das als Pastorsacker bezeichnet wurde, und hieß bis 1934 Ernststraße. |                                          |
| Pattbergstraße               | 140                                   | Padberg, Hofname | 20. Nov. 1937                  | Die Pattbergstraße ist nach dem alten Hof Padberg benannt, der bereits Mitte des 13. Jahrhunderts erwähnt wurde, und seinem Namen vom alten Kirchweg, der vom Berg in die Tiefe führte, benannt ist. Der Hof Padberg wurde 1970 abgerissen. Die Pattbergstraße führt von der Propsteistraße zum Evangelischen Krankenhaus Essen-Werden und zum Möllenberg. |                                          |
| Plattenweiler                | 350                                   | Plattenberg, Flurname | 8. Mai 1933                    | Der Plattenweiler liegt im Westen von Werden und führt vom Tiergarten bis hinter die Dahler Höhe den Plattenberg hinauf, nach dem er benannt ist. |                                          |
| Platz Werdener Feintuchwerke | 100 × 70                              | Werdener Feintuchwerke | 5. Okt. 1999                   | Der Platz Werdener Feintuchwerke ist ein Platz an der Brückstraße, zwischen Basilika, Mariengymnasium und Kellerwald, der ausdrücklich nicht nur als Parkplatz, sondern auch als Festplatz bestimmt ist, der nach den 1964 geschlossenen Feintuchwerken benannt ist. Der Straßenname war zwischen 1999 und 2011 mit 28 Anschlägen der längste Straßenname in der Stadt Essen. Der Pater-Christoph-Höttges-Platz hatte 2011 und 2013 die Johann-Wilhelm-Scheidt-Straße 29 Anschläge. |                                          |
| Porthofplatz                 | 50 × 40                               | Porthof, alter abteilicher Garten | 17. Nov. 1883                  | Der Porthof wurde 1519 als Paithave erwähnt und war eine zur Abtei gehörige Wiese. 1803 wird der Porthoffs Garten vom Rentmeister Keller gepachtet, der ihn nach zwölf Jahren vom Domänenfiskus erwirbt. 1860 wurde der Porthofplatz angelegt, der 1883 seinen Namen erhielt. Er liegt zwischen Mariengymnasium, Brückstraße und Porthofstraße. |                                          |
| Porthofstraße                | 100                                   | Porthof, alter abteilicher Garten | 17. Nov. 1883                  | Der Porthof wurde 1519 als Paithave erwähnt und war eine zur Abtei gehörige Wiese. 1803 wird der „Porthoffs Garte“ vom Rentmeister Keller gepachtet, der ihn nach zwölf Jahren vom Domänenfiskus erwirbt. 1860 wurde der Porthofplatz angelegt, mit dem zusammen 1883 die benachbarte Porthofstraße ihren Namen erhielt. Sie führt von der Brückstraße zur Kellerstraße. |                                          |
| Propsteistraße               | 450                                   | Propsteigarten | 20. Nov. 1937                  | Der Name der Propsteistraße nimmt Bezug auf den alten Propsteigarten, auf dessen Gelände sich heute das katholische Pastorat, das Ludgerheim und die Brückstraße befinden. Die Propsteistraße führt von der Brückstraße nordwärts bis zu Dücker-/Huffmannstraße, hinter der sie als Forstmannstraße fortgeführt wird. |                                          |
| Pustenbergstiege             | 80                                    | Treppe am Pustenberg | 15. Juli 1954                  | Die Pustenbergstiege bildet eine Stichstraße zur Albermannstraße. Sie wird durch eine Treppe vom Unteren Pustenberg getrennt und ist daher nach dieser benannt. Bis 1935 hieß sie Bergstraße, danach war sie Teil des Pustenbergs, bis sie 1954 ihren heutigen Namen erhielt. |                                          |
| Rittergasse                  | 290                                   | Ritter, Verspottung ziehender Bauern                                                                                                  | vor 1853                       | Der Name der Rittergasse ist schon sehr alt und rührt von den Bauern aus Heidhausen und Holsterhausen her, die ihr Korn mit Pferden und Eseln zur abteilichen Mühle brachten und dabei an der Stadtmauer vorbeizogen, weswegen sie als Ritter verspottet wurden. Die Rittergasse führt von der Laupendahler Straße ostwärts bis zum Klemensborn. | Rittergasse                              |
| Robert-Feulgen-Straße        | 250                                   | Robert Feulgen, 1884–1955, in Werden geborener, bedeutender Chemiker                                                                  | 17. Mai 1972                   | Die Robert-Feulgen-Straße führt von der Umstraße nordöstlich zum Pastorsacker. Zwischen 1934 und 1972 war sie Teil des Spindelgangs. |                                          |
| Rondell                      | 20 × 20                               | Rondell mit Statue des Kaisers Friedrich III.                                                                                         | 10. Mai 1898                   | Das Rondell ist ein Platz im Norden Werdens, an der Kreuzung Ludgerus-/Forstmannstraße/Kirchhofsallee. Hier wurde am 19. August 1900 das Standbild von Friedrich III. enthüllt, das vom Verein vaterländischer Krieger in Werden gestiftet und von Wilhelm Albermann gestaltet wurde. | Rondell                                  |
| Ruhrland                     | 400 (alle Straßenabschnitte zusammen) | Lage oberhalb der Ruhr | 13. Dez. 1945                  | Das Ruhrland ist eines der ersten Wohnbauprojekte nach der Währungsreform und wurde ursprünglich als Gartensiedlung Sonnenblume errichtet. Auf Wunsch der Anwohner erhielt die Straße, die die Siedlung am Schuirweg erschloss, den Namen Ruhrland, da sie oberhalb der Ruhr liegt. |                                          |
| Ruhrtalstraße                | 2900 im Stadtteil                     | Ruhrtal | 14. März 1978                  | Die Straße ist nach dem Tal der Ruhr benannt, durch das sie führt. Sie beginnt am Bahnhof Essen-Werden als Verlängerung der Bredeneyer Straße hinter der Gustav-Heinemann-Brücke und verläuft am Ufer der Ruhr entlang bis nach Kettwig. Ursprünglich hieß sie Werdener Straße, zwischen 1876 und 1978 dann Bahnhofstraße, bevor sie 1978 den Namen der Kettwiger Verlängerung, Ruhrtalstraße, übernahm. |                                          |
| Ruthertal                    | 300 im Stadtteil                      | Tal des Rutherbaches (Schuirbach) | 20. Nov. 1937                  | Das Ruthertal führt von der Ruhrtalstraße im äußersten Westen von Werden nordwärts nach Schuir. Das Teilstück in Schuir trug den Namen Ruthertal seit 1909. |                                          |
| Rutherweg                    | 200 im Stadtteil                      | Ruthe, Hof-, Bach- und Flurname | 23. Jan. 1957                  | Neben dem Rutherbach gibt es die Flurbezeichnung Bei der Ruthe und auch den Rutherhof, der um 1412 als Lehngut eines Johannes Luttelnow belegt ist. Der Rutherweg verläuft größtenteils in Schuir und führt in Werden nur im äußersten Westen zum Schuirweg. |                                          |
| Saal                         | 60                                    | Saalhof, abteiliches Gut | etwa 1899                      | Der Saalhof gehörte zum Grundbesitz des Klosters Werden, der schon im Erbteil des heiligen Ludgers enthalten war und unterhalb des Pastoratsberges am rechten Ufer des Borner Bachs lag. Nach ihm ist die Straße Saal benannt, die eine Stichstraße zur Rittergasse bildet. |                                          |
| Savelshang                   | 110                                   | Beda Savels, 1755–1828, letzter Abt des Klosters Werden                                                                               | 20. Nov. 1937                  | Beda Cornelius Savels war zwischen dem 20. März 1798 und 1802 der 69. und letzte Abt des Klosters Werden, das unter Napoleon säkularisiert wurde. Der Professor der Theologie und Philosophie galt als vielseitig begabter und umfassend gebildeter Mann. Der Savelshang verbindet Forstmannstraße und Kirchhofsallee ganz in der Nähe der ebenfalls nach Beda Savels benannten Bedastraße und wurde wohl in Anlehnung an diese 1937 so genannt. Zuvor hieß der Savelshang seit 1913 Theodor-Körner-Straße. |                                          |
| Schleuse                     | 300                                   | Papiermühlenschleuse Werden | 23. Feb. 1954                  | Die Schleuse nahe dem Bahnhof Werden wurde 1834 fertiggestellt. 1875/76 ging die Schifffahrt mit der Fertigstellung des Duisburger Hafens stark zurück, aufgrund der Konkurrenz der Eisenbahn kam sie schließlich ganz zum Erliegen. Die Straße Schleuse ist eine Stichstraße zu Im Löwental am Ufer der Ruhr. |                                          |
| Schützdellerweg              | 160                                   | Kotten Schützdeller | 20. Nov. 1937                  | Der Schützdellerweg liegt am alten Kotten Schützdeller im Westen von Werden und verbindet die Ruhrtalstraße mit der Dahler Höhe. |                                          |
| Schuirweg                    | 350 im Stadtteil                      | Schuir, Stadtteil von Essen | 8. Mai 1933                    | Der Schuirweg durchquert Schuir zwischen Haarzopf und Werden. Ursprünglich wurde er Mülheimer Weg genannt. In Werden endet er an der Ruhrtalstraße. |                                          |
| Simonaue                     | 140 (alle Straßenabschnitte zusammen) | Else Bertha Simon, 1880–1956, Sozialhelferin                                                                                          | 15. Juli 1957                  | Else Bertha Simon (geb. Königsberger) war die Ehefrau des Unternehmers Ernst Simon und sozial sehr engagiert. Sie richtete eine Mütterberatungsstelle ein, half den Männern, die während der Ruhrbesetzung als politische Häftlinge im Zuchthaus Werden saßen und verdiente sich so Dank und Anerkennung in Werden. Sie musste nach der Machtergreifung durch die Nationalsozialisten 1933 nach Amerika fliehen, da sie und ihr Mann Juden waren, und starb 1956 in Los Angeles. Die ein Jahr später nach ihr benannte Simonaue ist eine Stichstraße zum Plattenweiler im Westen von Werden. |                                          |
| Spindelgang                  | 150                                   | Bezug zur Werdener Tuchindustrie | 5. Juni 1934                   | Der Spindelgang bildet die Verlängerung der Robert-Feulgen-Straße hinter dem Pastorsacker. |                                          |
| Steinbeck                    | 290                                   | Steinbeck, Flur- und Bachname | 10. Mai 1898                   | Der Name Steinbeck kommt in einem Heberegister der Werdener Küsterei von 1431 als Steynbecke vor. 1826 wird ein Kotten Steinbeck erwähnt. Die Straße Steinbeck bildet einen Teil der östlichen Grenze Werdens zu Heidhausen und führt von der Kellerstraße südwärts zur Mintropstraße. |                                          |
| Stotznocken                  | 100                                   | Stoters Nocken, Flurname | vor 1899                       | Eine Familie Stoter ist 1382 in Werden nachweisbar, der Name Stotznocken entstand spätestens um 1826. Die Straße Stotznocken ist eine Stichstraße zu An der Stadtmauer. |                                          |
| Tannenberg                   | 200                                   | Berg mit Tannen | vor 1899                       | Der Tannenberg wurde 1770 zuerst planmäßig mit Nadelbäumen bepflanzt. Der Weg, der den Dingerkusweg mit der Brückstraße verbindet, heißt schon vor 1899 Tannenberg. |                                          |
| Tiergarten                   | 450                                   | Thiergartenkotten, altes Bauerngut | 20. Nov. 1937                  | Der Tiergarten liegt am alten Tiergartenkotten im Westen Werdens, er verbindet bogenförmig die Dahler Höhe mit dem Plattenweiler. |                                          |
| Towersgarten                 | 140                                   | Towersack, alter Flurname mit der Bedeutung Zaubererhügel                                                                             | 24. Dez. 1966                  | Am 23. Februar 1482 wird in einer Urkunde das zur Abtei Werden gehörige Grundstück Towersack erwähnt. Der Name erscheint noch in Formen wie Towege, Towersacker, Toverzack oder Tovensack und bedeutet Zaubererhügel. 1934 wurde auch die angelegte Stichstraße zum Pastorsacker Towersack genannt, aber da der Name Anlass zu Missdeutungen gab, wurde er 1966 auf Wunsch der Anlieger zum heutigen Namen geändert. |                                          |
| Treidelplatz                 | 30 × 30                               | alter Treidelpfad | 18. März 2015                  | Der Name erinnert an die Ruhraaken-Schifffahrt, zu deren Zeit auf beiden Seiten der Ruhr getreidelt wurde. Der Treidelplatz ist ein 2015 benanntes Gelände auf der orografisch linken Ruhrseite unterhalb der Gustav-Heinemann-Brücke, zwischen Brückstraße und Joseph-Breuer-Straße. |                                          |
| Tuchmachersteig              | 525 ohne Stichstraßen: 400            | Tuchmacherei, ältestes und bedeutendstes Gewerbe in Werden                                                                            | 5. Aug. 1936                   | Die Tuchmacherei ist seit dem 14. Jahrhundert ein wichtiges Gewerbe in Werden gewesen, schon 1528 erhielt das Tuchmacheramt seine Satzung. Im 19. Jahrhundert war die Blüte des Gewerbes, von den großen Tuchfabriken (Forstmann & Huffmann, gegründet 1803; Gebr. Wiese, gegründet 1816; Gebr. Feulgen, gegründet 1830) waren zuletzt nur noch die Weberei Petrak und die Werdener Feintuchwerke übrig, die beide Ende des 19. Jahrhunderts geschlossen wurden. Am Tuchmachersteig standen früher Wohnhäuser für die Beschäftigten der Webereien, deshalb erhielt die Straße zwischen Umstraße, Urbachstraße und Viehauser Berg 1936 diesen Namen. Zuvor hieß sie seit 1898 teils Johannesstraße, teils Wilhelmstraße. |                                          |
| Umstraße                     | 650                                   | Straßenverlauf | 8. Mai 1898                    | Der Name Umstraße taucht um 1764 in Registern auf. Er lässt sich wahrscheinlich darauf zurückführen, dass die Straße bogenförmig herumführte. Die heutige Umstraße trug zwischen 1898 und 1922 offiziell diesen Namen, Teile wurden aber 1922 der Zimmermannstraße zugeordnet, bevor sie 1934 wieder Teil der Umstraße wurden. Die Straße führt von der Huffmannstraße bogenförmig zum Viehauser Berg. |                                          |
| Unterer Pustenberg           | 1020 ohne Stichstraßen: 650           | Pustenberg, volkstümliche Lagebezeichnung                                                                                             | 21. Sep. 1955                  | Der Untere Pustenberg ist eine Stichstraße zur Mintropstraße zwischen Auf dem Sutan und der Grenze zu Heidhausen. Seit etwa 1899 hieß die Straße Bergstraße, 1935 wurde sie nach der volkstümlichen Bezeichnung für das Gelände rund um den Kotten Iland in Pustenberg umbenannt. Die Straße wurde 1955 in den Oberen Pustenberg in Heidhausen und den Unteren Pustenberg in Werden unterteilt. |                                          |
| Urbachstraße                 | 300                                   | Josef Urbach, 1889–1973, Maler | 22. Mai 1974                   | Auf Vorschlag des Heimatpflegevereins Werden-Heidhausen wurde diese Straße 1974 nach Josef Urbach benannt, der 1914 als Lehrer an die Kunstgewerbeschule in Werden kam und 1923 zum Professor ernannt wurde. Urbach zeichnete viele Gassen und Straßen Werdens und seine Werke sind so Zeugnisse des alten Werdens. An der Urbachstraße, die eine Stichstraße zur Umstraße bildet, befindet sich die städtische Grundschule Heckerschule. |                                          |
| Velberter Sträßchen          | 110                                   | Velbert, Stadt im Kreis Mettmann | überliefert                    | Das Velberter Sträßchen ist ein Teil des alten Weges nach Velbert vor der Anlegung der Velberter Straße während der Zeit des Großherzogtums Berg. Es verbindet heute nur noch Klemensborn und Albermannstraße. |                                          |
| Velberter Straße             | 350 im Stadtteil                      | Velbert, Stadt im Kreis Mettmann | 10. Mai 1898                   | Die Velberter Straße ist die Hauptausfallstraße nach Velbert, die um 1810 erbaut wurde. Sie bildet die Verlängerung der Brückstraße hinter der Porthofstraße und verlässt Werden nach Heidhausen. |                                          |
| Viehauser Berg               | 600 im Stadtteil                      | Hof Viehausen, Oberhof des Stifts Werden                                                                                              | 2. Juni 1922                   | Der Viehauser Berg führt am Hof Viehausen, einem bedeutenden Sattelhof (Oberhof) der Abtei Werden, vorbei und hieß schon im 16. Jahrhundert Viehauser Straße. Er führt als Fortsetzung der Wigstraße hinter der Propsteistraße ostwärts nach Fischlaken. |                                          |
| Vogtei                       | 250                                   | Vogtei des Grafen von der Mark | 5. Juni 1934                   | Der Name Vogtei erinnert an die Vogtei (Schutzherrschaft) des Grafen von der Mark über das Stift Werden. Die Straße Vogtei verbindet bogenförmig die Umstraße und die Zimmermannstraße. |                                          |
| Von-Schirp-Straße            | 200                                   | Alexander Heinrich von dem Bottlenberg gen. von Schirp (jr.), 1814–1887, Bürgermeister von Werden                                     | 20. Nov. 1937                  | Alexander Heinrich Freiherr von dem Bottlenberg gen. von Schirp, war zwischen 1851 und 1886 in Personalunion Bürgermeister der Stadt Werden und der Bürgermeisterei Werden-Land. Die Von-Schirp-Straße liegt im Westen von Werden und verbindet parallel zur Effmannstraße die Dahler Höhe mit der Ruhrtalstraße. Bis 1937 hieß sie Sedanstraße. |                                          |
| Weinberg                     | 550 im Stadtteil                      | abteilicher Weinberg | 26. Feb. 1907                  | Der Weinberg ist ein Weg, der vom Tannenberg ostwärts nach Fischlaken führt. Ende des 14. Jahrhunderts ist der Wijnberge in einem Heberegister erwähnt. |                                          |
| Werdener Markt               | 30 × 30                               | Werdener Marktplatz | 20. Nov. 1937                  | Der Werdener Markt, zwischen 1898 und 1937 nur Markt genannt, ist der zentral vor der Ludgeruskirche gelegene Platz, auf dem der Werdener Markt stattfindet. Kaiser Otto II. genehmigte 974 einen Markt in Werden. | Werdener Markt                           |
| Wesselswerth                 | 450                                   | Wessel, alte Werdener Familie | 20. Nov. 1937                  | Die Familie Wessel ist zwischen 1300 und 1600 in Werden nachweisbar, Johann Wessel war 1562 auch Bürgermeister der Stadt. Die Straße Wesselswerth hieß ursprünglich seit 1878 Bismarckstraße, bevor sie 1937 ihren heutigen Namen erhielt. Sie führt von der Bungertstraße südwärts bis zum Hohensteinweg. | Wesselswerth, Ecke Rittergasse           |
| Wigstraße                    | 150                                   | Wig, Vorstadt, Nebendorf | Ersterwähnung 1354             | Das Wigtor wird bereits 1354 als Wighpforte erwähnt. Nach Franz Körholz bedeutet die Silbe Wig, Wik so viel wie Vorstadt oder Nebendorf, denn die Wigstraße führte zu einer Häusergruppe vor der alten Stadtmauer. Heute verbindet sie Heckstraße und Propsteistraße, hinter der sie als Viehauser Berg fortgesetzt wird. |                                          |
| Wilhelm-Bernsau-Weg          | 290 im Stadtteil                      | Johann Wilhelm Bernsau, 1839–1913, Beigeordneter                                                                                      | 3. Juni 1935                   | Wilhelm Bernsau war erster Beigeordneter der Bürgermeisterei Kettwig-Land zu der Bredeney von 1871 bis 1889 gehörte. Er schuf den Plattenwald und forstete ihn selbst auf. Der Wilhelm-Bernsau-Weg führt vom Plattenweiler als Fortsetzung der Simonaue nordwärts durch den Plattenwald nach Bredeney. |                                          |
| Wilhelm-Döllken-Straße       | 150                                   | Wilhelm Döllken, 1833–1888, Unternehmer                                                                                               | 21. März 2009                  | Die Wilhelm-Döllken-Straße erinnert mit der benachbarten Leopold-Simon-Straße an das Unternehmen W. Döllken, das hier bis 2000 seinen Sitz hatte. Es war vom Schreinermeister Wilhelm Döllken gegründet worden und ging 1888 in den Besitz der Familie Simon über. Die Wilhelm-Döllken-Straße bildet eine Stichstraße zur Ruhrtalstraße. |                                          |
| Wilhelm-Melchert-Straße      | 110                                   | Wilhelm Melchert, 1896–1956, Ratsherr                                                                                                 | 22. Sep. 1971                  | Wilhelm Melchert war langjähriges Mitglied des Bürgerausschusses Werden und des Rates der Stadt Essen. Von 1945 an bis zu seinem Tod setzte er sich erfolgreich für die Belange der Werdener ein. Die nach ihm benannte Wilhelm-Melchert-Straße verbindet die Adolf-Hopmann-Straße mit dem Pastorsacker. |                                          |
| Wolfsbachtal                 | 650 im Stadtteil                      | Tal des Wolfsbachs | 13. Dez. 1961                  | Das Wolfsbachtal führt vom Schuirweg im Westen Werdens nordwärts am Wolfsbach entlang nach Schuir. |                                          |
| Zimmermannstraße             | 110 im Stadtteil                      | Kotten Zimmermann, Bauerngut | 20. Nov. 1937                  | An der Zimmermannstraße lag früher der Kotten Zimmermann. Die Straße, die bis 1922 aufgeteilt war in Zimmermannstraße und Hüsgenweg, führt von der Umstraße ostwärts nach Fischlaken. |                                          |

## Liste ehemaliger Straßennamen
Die Liste ehemaliger Straßennamen erhebt keinen Anspruch auf Vollständigkeit.
| Name                  | von                   | bis             | umbenannt in (aktuell)                      | Herleitung                                                                          | Bemerkungen |
| --------------------- | --------------------- | --------------- | ------------------------------------------- | ----------------------------------------------------------------------------------- | --- |
| Am Hohen Stein        | vor 1826              | 20. Nov. 1937   | → Hohensteinweg                             | siehe Hohensteinweg                                                                 | |
| Bahnhofstraße         | 4. Dez. 1876          | 14. März 1978   | → Im Löwental und → Ruhrtalstraße           | Bahnhof Essen-Werden                                                                | Bis 1876 hieß die Straße Werdener Straße. Ein südliches Teilstück der Bahnhofstraße wurde bereits am 12. Januar 1934 in „Im Löwental“ umbenannt, die eigentliche Landstraße nach Kettwig übernahm erst 1978 mit der Eingemeindung Kettwigs den Namen der dortigen Verlängerung, „Ruhrtalstraße“.                                                          |
| Barkhofenstraße       | 6. Juli 1915          | 28. Juni 1934   | → Auf dem Sutan                             | Barkhoven war der Oberhof aller Stiftsgüter der Abtei Werden.                       | Ab 1934 wurde die Straße Barkhovenstraße geschrieben. |
| Barkhovenstraße       | 28. Juni 1934         | 15. Juli 1957   | → Auf dem Sutan                             | Barkhoven war der Oberhof aller Stiftsgüter der Abtei Werden.                       | Vor 1934 wurde die Straße Barkhofenstraße geschrieben. |
| Bergstraße            | vor 1899              | 14. Nov. 1935   | → Pustenbergstiege und → Unterer Pustenberg | Pustenberg, volkstümliche Lagebezeichnung                                           | Nach 1935 hieß die Straße zunächst Pustenberg, bevor sie in den Oberen Pustenberg in Heidhausen, den Unteren Pustenberg und die Pustenbergstiege geteilt wurde. |
| Bismarckstraße        | 7. Juni 1878          | 20. Nov. 1937   | → Wesselswerth                              | Otto von Bismarck, erster deutscher Reichskanzler                                   | |
| Borner Weg            | um 1590               | 15. Jan. 1936   | → Klemensborn                               |                                                                                     | |
| Bornstraße            | Mitte 13. Jahrhundert | 15. Jan. 1936   | → Klemensborn                               |                                                                                     | |
| Brehmstraße           | 20. Nov. 1937         | 29. Nov. 1967   | → Joseph-Breuer-Straße                      | Die Brehminsel ist eine Halbinsel in der Ruhr in Werden, die als Park genutzt wird. | Vor 1937 war die Straße aufgeteilt in Neugasse und Neustraße. |
| Dodelle               |                       | vor 8. Mai 1933 | → Hardenbergufer                            |                                                                                     | |
| Ernststraße           | vor 1899              | 5. Juni 1934    | → Pastorsacker                              |                                                                                     | |
| Flachsmarkt           | 10. Mai 1898          | 20. Nov. 1937   | → Leinwebermarkt                            | Hier fanden früher Flachsmarkt und Flachskirmes statt.                              | Der Flachsmarkt wurde 1581 urkundlich erwähnt. Auch der Name Leinwebermarkt erinnert an den alten Markt, auf dem Leinweber Flachs zur Herstellung von Leinengarn und Leinwand kauften. |
| Flachsmarktgasse      | 10. Mai 1898          | 20. Nov. 1937   | → Leinwebergasse                            | Die Flachsmarktgasse führte zum Flachsmarkt.                                        | |
| Florastraße           |                       | 20. Nov. 1937   | → Am Korintenberg und → Tiergarten          |                                                                                     | Die Florastraße wurde zunächst in Tiergarten umbenannt, der nördliche Teil wurde erst 1950 vom Rest der Straße getrennt und erhielt den Namen Am Korintenberg. |
| Hafenstraße           | 17. Jan. 1883         | 14. Jan. 1935   | → Hardenbergufer und → Neukircher Mühle     |                                                                                     | Der nördliche Teil wurde bereits 1933 in Hardenbergufer umbenannt, der südliche Teil 1935 in Neukircher Mühle. |
| Höhenweg              | vor 1932              | 20. Nov. 1937   | → Dahler Höhe                               | Der Weg liegt auf einer Anhöhe.                                                     | |
| Hüsgenweg             | 2. Juni 1922          | 20. Nov. 1937   | → Zimmermannstraße                          |                                                                                     | |
| Johannesstraße        | 10. Mai 1898          | 5. Aug. 1936    | → Tuchmachersteig                           |                                                                                     | 1936 wurden Johannesstraße und Wilhelmstraße zum Tuchmachersteig zusammengefasst. |
| Josephsgasse          |                       | 20. Nov. 1937   | → Brandstorgasse                            |                                                                                     | 1937 wurden Josephsgasse und Brandstorgasse zur Brandstorgasse zusammengefasst. |
| Kellerstraße          |                       | vor 1830        | → Kellerstraße                              | Hier hatte eine Familie Keller Grundbesitz.                                         | Der Name Kellerstraße kommt schon 1589 als Kellerenstrate vor und geht wohl auf eine Familie Keller zurück. Die Straße wurde später Wiesenstraße, ab 1913 Kölner Straße genannt, 1937 stellte man den alten Namen wieder her, irrte sich aber bei der Ursache der Benennung und widmete die Straße daher Johann Gerhard Keller, einem Domänenrentmeister. |
| Kölner Straße         | 4. Nov. 1913          | 20. Nov. 1937   | → Kellerstraße                              | Die Straße ist Teil des alten Weges nach Köln.                                      | Ursprünglich hieß die Straße Kellerstraße, später Wiesenstraße. |
| Königgrätzer Straße   |                       | 20. Nov. 1937   | → Effmannstraße                             | Schlacht bei Königgrätz, Schlacht im Deutschen Krieg 1866                           | |
| Laupendahlerstraße    |                       | 10. Mai 1898    | → Laupendahler Landstraße                   | Laupendahl, Ortsteil von Essen-Kettwig                                              | |
| Markt                 | 10. Mai 1898          | 20. Nov. 1937   | → Werdener Markt                            | Hier fand der Werdener Jahrmarkt statt.                                             | Um den Markt vom Markt in Essen zu unterscheiden, erhielt er nach der Eingemeindung den Namen „Werdener Markt“. |
| Mittelstraße          | 17. Nov. 1883         | 20. Nov. 1937   | → Hufergasse                                |                                                                                     | |
| Möllenbergstraße      |                       | 20. Nov. 1937   | → Möllenberg                                | Die Straße wurde auf dem Gelände des Ludger Möllenberg angelegt.                    | |
| Mülheimer Weg         |                       | 8. Mai 1933     | → Schuirweg                                 |                                                                                     | |
| Neugasse              | 17. Feb. 1860         | 20. Nov. 1937   | → Joseph-Breuer-Straße                      |                                                                                     | 1937 wurden Neugasse und Neustraße zur Brehmstraße zusammengefasst. |
| Neustraße             | 17. Feb. 1860         | 20. Nov. 1937   | → Joseph-Breuer-Straße                      |                                                                                     | 1937 wurden Neugasse und Neustraße zur Brehmstraße zusammengefasst. |
| Pustenberg            | 14. Nov. 1935         | 21. Sep. 1955   | → Pustenbergstiege und → Unterer Pustenberg | Pustenberg, volkstümliche Lagebezeichnung                                           | Bis 1935 hieß die Straße Bergstraße. 1955 wurde der Pustenberg aufgeteilt in den Oberen Pustenberg in Heidhausen, den Unteren Pustenberg und die Pustenbergstiege. |
| Ringstraße            | 10. Mai 1898          | 7. Apr. 1978    | → An der Stadtmauer                         |                                                                                     | |
| Ruhrstraße            | etwa 1650             | 20. Nov. 1937   | → Brückstraße                               | Die Straße ist nach der Ruhr benannt, die bei Werden fließt.                        | Nach dem Verfall der vierten Ruhrbrücke um 1650 wurde die ehemalige Brückstraße Ruhrstraße genannt. Der Name wurde erst 1937 wiederhergestellt. |
| Scheppener Weg        |                       | vor 8. Mai 1933 | → Hardenbergufer                            |                                                                                     | |
| Schützenbahn          | etwa 1550             | 20. Nov. 1937   | → Dudenstraße                               |                                                                                     | |
| Sedanstraße           |                       | 20. Nov. 1937   | → Von-Schirp-Straße                         |                                                                                     | |
| Theodor-Körner-Straße | 9. Dez. 1913          | 20. Nov. 1937   | → Savelshang                                | Theodor Körner, Schriftsteller                                                      | |
| Towersack             | 5. Juni 1934          | 24. Dez. 1966   | → Towersgarten                              | „Towersack“ = „Zaubererhügel“, alte Flurbezeichnung                                 | Da der Name Anlass zu Missdeutungen gab, wurde er auf Wunsch der Bevölkerung 1966 geändert. |
| Viehauser Straße      | um 1550               | 2. Juni 1922    | → Viehauser Berg                            | Viehausen, bedeutender Oberhof des Stiftes Werden                                   | |
| Werdener Straße       |                       | 4. Dez. 1876    | → Ruhrtalstraße                             | Die Straße führte von Kettwig nach Werden.                                          | 1876 wurde die Straße zunächst in Bahnhofstraße umbenannt, bevor sie 1978 ihren heutigen Namen Ruhrtalstraße erhielt. |
| Wiesenstraße          |                       | 4. Nov. 1913    | → Kellerstraße                              |                                                                                     | Die Straße hieß ursprünglich bereits Kellerstraße und wurde erst später Wiesenstraße genannt. 1913 erhielt sie den Namen Kölner Straße, bevor 1937 der heutige Name wiederhergestellt wurde. |
| Wilhelmstraße         | 10. Mai 1898          | 5. Aug. 1936    | → Tuchmachersteig                           |                                                                                     | 1936 wurden Johannesstraße und Wilhelmstraße zum Tuchmachersteig zusammengefasst. |